# Fowlerichthys
Fowlerichthys là một chi cá trong họ Antennariidae.

## Các loài
Có 5 loài được ghi nhận trong chi:
- Fowlerichthys avalonis (D. S. Jordan & Starks, 1907)
- Fowlerichthys ocellatus (Bloch & J. G. Schneider, 1801)
- Fowlerichthys radiosus (Garman, 1896)
- Fowlerichthys scriptissimus (D. S. Jordan, 1902)
- Fowlerichthys senegalensis (Cadenat, 1959)